# 薩摩白濱站

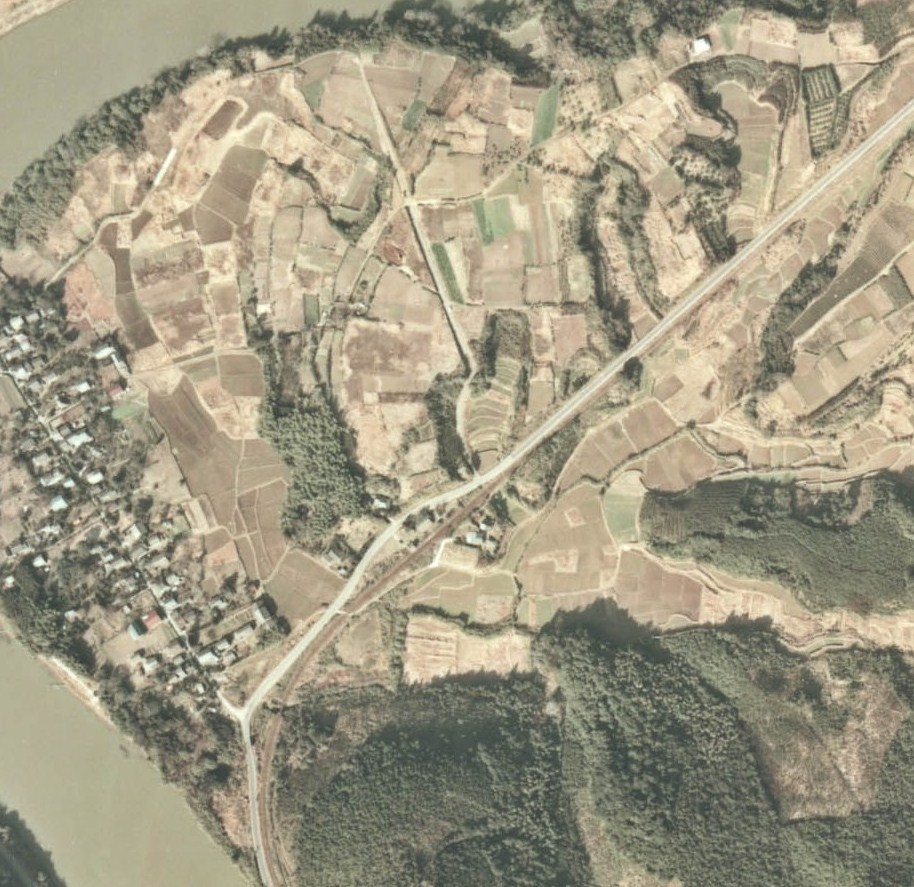
1974年的薩摩白濱站上空

薩摩白濱站（日语：／ Satsuma-Shirahama eki */?）是位於鹿兒島縣川內市（現時：薩摩川內市）白濱町，日本國有鐵道（國鐵）宮之城線的鐵路車站（廢站）。

## 歷史
- 1936年（昭和11年）3月20日：宮之城線川內町站至楠元站之間新設此站，當時車站位於薩摩郡下東鄉村（日语：下東郷村）大字白濱（日语：白浜町 (薩摩川内市)）[1]。
- 1945年（昭和20年）6月10日：車站暫停營業[2]。
- 1947年（昭和22年）2月11日：車站重開，設有客運、手提行李起卸和小型貨物起卸業務[3]。
- 1957年（昭和32年）10月1日：結束手提行李起卸和小型貨物起卸業務[4]。
- 1987年（昭和62年）1月10日：隨著宮之城線全線廢除，此站也被廢除[4]。

## 車站構造
此站為無人車站，設有1面1線的單式月台。此站沒有站舍，但是設有一座簡單候車室建築物。

## 現狀
車站遺址已經變成縣道的一部分，已經看不到任何痕跡。

## 相鄰車站
日本國有鐵道（國鐵）
宮之城線
川內－薩摩白濱－楠元

## 注腳
1. ↑  宮之城線川内町楠元間ニ薩摩白濱停車場設置（昭和11年鐵道省告示第77號， 原文）
2. ↑  《日本鉄道旅行地図帳 12号 九州・沖縄》 p.50 新潮社
3. ↑  《昭和二十二年 運輸省告示第二十四号》（參見1947年2月10日官報的p.3）
4. 1 2  石野哲（編）. . JTB. 1998: 706. ISBN 978-4-533-02980-6 （日语）.

## 相關項目
- 日本鐵路車站列表 Sa